# Communauté de communes du Pays de Villersexel
La communauté de communes du Pays de Villersexel est une communauté de communes française située dans les départements de la Haute-Saône et du Doubs, en Franche-Comté, dans la région administrative Bourgogne-Franche-Comté.

## Historique
La communauté de communes succède à un syndicat intercommunal à vocations multiples (SIVOM) créé en 1965 qui regroupait les douze communes d'Aillevans, Autrey-le-Vay, Beveuge, Les Magny, Longevelle, Marast, Moimay, Oricourt, Saint-Sulpice, Villargent, Villers-la-Ville, et Villersexel.
Dans le cadre de la dynamique de la Loi relative au renforcement et à la simplification de la coopération intercommunale (loi Chevènement) du 12 juillet 1999, le SIVOM se transforme en communauté de communes par un arrêté préfectoral du 30 décembre 1999, et regroupe à sa création trente communes, correspondant aux contours de l'ancien canton de Villersexel (sauf Courchaton), ainsi que Esprels (ex-canton de Noroy-le-Bourg).
En 2001, l'intercommunalité est rejointe par deux communes du Doubs, celles de Bonnal et de Tressandans, mais  Faymont rejoint la Communauté de communes du Pays de Lure.
L'article 35 de la loi n° 2010-1563 du 16 décembre 2010 « de réforme des collectivités territoriales » prévoit toutefois d'achever et de rationaliser le dispositif intercommunal en France, et notamment d'intégrer la quasi-totalité des communes françaises dans des EPCI à fiscalité propre, dont la population soit normalement supérieure à 5 000 habitants. Dans ce cadre, et conformément  aux dispositions du schéma départemental de coopération intercommunale approuvé par le préfet de Haute-Saône le 23 décembre 2011, la commune de Courchaton rejoint le 1er janvier 2013 l'intercommunalité,.
Le 1er janvier 2025, les communes de Courchaton, Georfans et Vellechevreux-et-Courbenans fusionnent pour former la commune nouvelle de Belles-Fontaines.

Premier logo.
Logo utilisé avant 2011, jusqu'en 2018.
Logo de 2018 à 2025.

## Territoire communautaire

### Géographie
La communauté de communes du Pays de Villersexel regroupe 31 communes du canton de Villersexel ainsi qu'Esprels (canton de Noroy-le-Bourg), Bonnal et Tressandans (département du Doubs).

### Composition
La communauté de communes est composée des 32 communes suivantes :

| Nom                                | Code Insee | Gentilé         | Superficie (km2) | Population (dernière pop. légale) | Densité (hab./km2) |
| ---------------------------------- | ---------- | --------------- | ---------------- | --------------------------------- | ------------------ |
| Villersexel (siège)                | 70561      | Villersexellois | 13,19            | 1 425 (2022)                      | 108                |
| Aillevans                          | 70005      | Aillevanais     | 5,78             | 126 (2022)                        | 22                 |
| Athesans-Étroitefontaine           | 70031      | Athesannais     | 12,88            | 630 (2022)                        | 49                 |
| Autrey-le-Vay                      | 70042      |                 | 2,79             | 92 (2022)                         | 33                 |
| Belles-Fontaines                   | 70180      |                 | 25,66            | 603 (2022)                        | 23                 |
| Beveuge                            | 70072      |                 | 5,18             | 87 (2022)                         | 17                 |
| Bonnal                             | 25072      |                 | 1,8              | 19 (2022)                         | 11                 |
| Crevans-et-la-Chapelle-lès-Granges | 70187      |                 | 3,91             | 250 (2022)                        | 64                 |
| Esprels                            | 70219      |                 | 14,81            | 711 (2022)                        | 48                 |
| Fallon                             | 70226      | Fallonais       | 5,64             | 308 (2022)                        | 55                 |
| Gouhenans                          | 70271      |                 | 8,45             | 361 (2022)                        | 43                 |
| Grammont                           | 70273      | Grammontais     | 5,94             | 67 (2022)                         | 11                 |
| Granges-la-Ville                   | 70276      |                 | 2,61             | 184 (2022)                        | 70                 |
| Granges-le-Bourg                   | 70277      |                 | 10,35            | 381 (2022)                        | 37                 |
| Longevelle                         | 70307      |                 | 4,1              | 119 (2022)                        | 29                 |
| Les Magny                          | 70317      |                 | 11,46            | 146 (2022)                        | 13                 |
| Marast                             | 70332      |                 | 3,06             | 49 (2022)                         | 16                 |
| Mélecey                            | 70336      | Méleçois        | 3,35             | 135 (2022)                        | 40                 |
| Mignavillers                       | 70347      |                 | 7,59             | 366 (2022)                        | 48                 |
| Moimay                             | 70349      |                 | 6,22             | 238 (2022)                        | 38                 |
| Oppenans                           | 70395      | Oppenais        | 3,57             | 60 (2022)                         | 17                 |
| Oricourt                           | 70396      |                 | 3,65             | 34 (2022)                         | 9,3                |
| Pont-sur-l'Ognon                   | 70420      |                 | 4,16             | 59 (2022)                         | 14                 |
| Saint-Ferjeux                      | 70462      | Ferruciens      | 1,77             | 79 (2022)                         | 45                 |
| Saint-Sulpice                      | 70474      |                 | 3,53             | 119 (2022)                        | 34                 |
| Secenans                           | 70484      | Sécenanais      | 2,88             | 188 (2022)                        | 65                 |
| Senargent-Mignafans                | 70487      | Senargentais    | 10,77            | 284 (2022)                        | 26                 |
| Tressandans                        | 25570      |                 | 2,34             | 28 (2022)                         | 12                 |
| La Vergenne                        | 70544      |                 | 2,95             | 110 (2022)                        | 37                 |
| Villafans                          | 70552      | Villafanais     | 6,44             | 198 (2022)                        | 31                 |
| Villargent                         | 70553      | Villargents     | 2,86             | 115 (2022)                        | 40                 |
| Villers-la-Ville                   | 70562      |                 | 5,87             | 155 (2022)                        | 26                 |

### Démographie
| 1968  | 1975  | 1982  | 1990  | 1999  | 2006  | 2011  | 2016  | 2022  |
| ----- | ----- | ----- | ----- | ----- | ----- | ----- | ----- | ----- |
| 7 249 | 7 250 | 7 611 | 7 580 | 7 368 | 7 704 | 7 951 | 7 934 | 7 726 |

## Organisation

### Siège
Le siège de la communauté de communes est à Villersexel, 144, rue de la Prairie.

### Élus
La communauté de communes est gérée par un conseil communautaire composé, pour la mandature 2020-2026, de 49 membres titulaires élus pour une durée de six ans et représentant chacune des communes membres en fonction approximativement de leur population.
Le conseil communautaire du 15 avril 2026 a élu son nouveau président, Daniel Clerc, maire de Mignavillers ainsi que ses cinq vice-présidents, qui sont : 
1. AlainBuchot, maire de Villargent, chargé du développement économique ;
2. André Marthey, maire de Moimay, chargé du développement économique ;
3. André Marthey, maire de Moimay, chargé de la voirie et des bâtiments communautaires et du service public d’assainissement non collectif (SPANC) :
4. Christian Boyer, maire de Courchaton, chargé des finances, de la fiscalité, du	transport à la demande et de la communication ;
5. Charles Granet, maire d’Autrey-le-Vay, chargé du tourisme, de l’environnement, des ordures ménagères et des énergies renouvelables[9].

Ensemble, ils forment le bureau de l'intercommunalité pour la mandature 2014-2020.

### Liste des présidents
| Période   | Période | Identité            | Étiquette   | Qualité |
| --------- | ------- | ------------------- | ----------- | --- |
| 1965      | 1995    | Michel Miroudot     | RI puis UDF | Médecin Maire de Villersexel (1953 → 1992) Sénateur de la Haute-Saône (1968 → 1995) Président du Conseil général (1976 → 1979) |
| août 1995 | 1999    | Jean-Pierre Vaudrey |             | Notaire Maire de Moimay ( ? → 2002)                                                                                            |

| Période                                  | Période  | Identité          | Étiquette | Qualité |
| ---------------------------------------- | -------- | ----------------- | --------- | --- |
| Les données manquantes sont à compléter. |          |                   |           | |
| 2002                                     | 2014     | Ernest Schaër     |           | 1er maire-adjoint de Villersexel |
| avril 2014                               | 2020     | Gérard Pelleteret | PS        | Enseignant retraité Maire de Villersexel (2001 → 2020) Conseiller général puis départemental de Villersexel (2011 → ) Vice président du conseil départemental (2015 → ) |
| 2020                                     | En cours | Daniel Clerc      | PS        | Employé Maire de Mignavillers (depuis 2008) |

### Compétences
L'intercommunalité exerce les compétences qui lui ont été transférées par les communes membres, dans les conditions fixées par le code général des collectivités territoriales. Il s'agit de :
- développement économique ;
- aménagement de l’espace communautaire ;
- aménagement et l'entretien de la voirie d’intérêt communautaire ;
- politique du logement et du cadre de vie ;
- collecte, l'élimination et la valorisation des ordures ménagères ;
- prestations de services payantes ;
- culture et les loisirs ;
- actions en faveur du développement du tourisme ;
- L'aménagement d'une aire d'accueil pour les gens du voyage ;
- emploi et l'insertion ;
- protection et la mise en valeur de l’environnement[14].

### Régime fiscal et budget
La Communauté de communes est un établissement public de coopération intercommunale à fiscalité propre.
Afin de financer l'exercice de ses compétences, l'intercommunalité perçoit la fiscalité professionnelle unique (FPU) – qui a succédé à la taxe professionnelle unique (TPU) – et assure une péréquation de ressources entre les communes résidentielles et celles dotées de zones d'activité.
Elle perçoit également une bonification de la dotation globale de fonctionnement (DGF).
Afin de financer ce service, elle collecte la redevance d'enlèvement des ordures ménagères (REOM).

## Projets et réalisations
Dans le cadre de sa compétence de développement économique, l'intercommunalité a loué 8,7 km de l'ancienne ligne de Montbozon à Lure pour 25 ans et y a aménagé en 2015 une voie verte, avec, à terme, l'ambition de créer  un cheminement vers  Besançon, au-delà de Lure et de se connecter à des axes tels que l’EuroVelo 6 qui relie Saint-Brevin-les-Pins, près de Nantes, en France à Constanța en Roumanie.